# Гинзбург, Евгений Александрович
Евге́ний Алекса́ндрович Ги́нзбург (28 февраля 1945, Челябинск — 15 января 2012, Москва) — советский и российский режиссёр театра, кино и телевидения, сценарист. Специализировался на музыкальных театральных и кинопостановках (мюзиклы, эстрадные шоу, ревю). Неоднократный лауреат премий международных и российских кино- и телефестивалей, лауреат премии «ТЭФИ» «За личный вклад в развитие отечественного телевидения» (2003).

## Биография
Родился 28 февраля 1945 года в Челябинске в семье актрисы и педагога Софьи Михайловны Гутманович (1916—1999) и театрального режиссёра, народного артиста Узбекской ССР Александра Осиповича Гинзбурга (1916—1973) — двоюродного брата кинооператора Валерия Гинзбурга и писателя, барда, диссидента Александра Галича.
В 1961—1963 годах работал ассистентом оператора на Ташкентской студии телевидения. В 1963 году начал учёбу на режиссёрском факультете Ташкентского института театрального искусства имени А. Островского (педагог — А. З. Кабулов). Окончил режиссёрский факультет Грузинского государственного института театрального искусства имени Ш. Руставели в 1966 году (класс Михаила Туманишвили).
В 1967 году начал работу в качестве режиссёра редакции эстрадно-концертных программ, с 1968 года — режиссёр Главной редакции музыкальных программ ЦТ СССР. Специализировался на постановке эстрадных концертов, шоу, позже — театральных бенефисов.
Получили широкую известность и популярность телевизионные бенефисы, поставленные Е. Гинзбургом, с участием С. Крамарова, В. Васильевой, Л. Гурченко, С. Мартинсона, Л. Голубкиной.
В декабре 1978 года был назначен руководителем съёмочной группы, работавшей над созданием программы о первых гастролях группы Boney M. в Москве. Телешоу «Вечер Boney M. в концертной студии Останкино» впервые было показано в апреле 1979 года и вызвало широкий резонанс. Запись этой программы впоследствии была уничтожена в период правления Юрия Андропова (1982—1983).
Гинзбург поставил мини-цикл из двух телеконцертов Людмилы Гурченко — «Песни войны» и «Любимые песни», а также полнометражный фильм «Рецепт её молодости».
Постановщик всех «Новогодних аттракционов» в цирке на Цветном бульваре и цирке на проспекте Вернадского.
В 1984 году Гинзбург стал режиссёром двух музыкальных фильмов, экранизации грузинского мюзикла «Свадьба соек» с участием ВИА «Иверия» и снятого в Ленинграде фильма «Волшебная белая ночь» с участием итальянского дуэта Аль Бано и Ромины Пауэр.
Работы Гинзбурга («Волшебный фонарь», «Остров погибших кораблей», «Руанская дева по прозвищу Пышка») неоднократно отмечались призом «Серебряная роза» международного телефестиваля в Монтрё (Швейцария), первым советским победителем которого он стал.

Могила Гинзбурга на Троекуровском кладбище Москвы.

Был продюсером студии «Волшебный фонарь» под эгидой Центра Ролана Быкова.
Президент фестиваля телевизионных развлекательных фильмов 1992 года. В 2003 году удостоен премии ТЭФИ «За личный вклад в развитие отечественного телевидения».
Был членом Академии российского телевидения, но в 2007 году подал заявление о выходе из её состава. По его собственным словам, Гинзбургу были страшны «чудовищная провинциальная пошлость, чванство, псевдопатриотизм, хамство и прочее в том же роде», господствовавшие на российском телевидении тех лет.
В первом десятилетии XXI века работал с Матвеем Ганапольским над передачей «Детектив-шоу». Работал как театральный режиссёр, преподавал в Московском институте телевидения и радиовещания «Останкино».
Умер 15 января 2012 года в 05:30 утра в 64-й Московской клинической больнице от инсульта. Похоронен на Троекуровском кладбище Москвы.

## Семья
В трёх браках у Гинзбурга родились три дочери (Алёна, Александра и Мария), а в последнем браке, с ведущей телеканала «Культура» Нарой Ширалиевой родился сын Александр.

## Фильмография

### Режиссёр
- 1974 — Бенефис Савелия Крамарова
- 1974 — Бенефис Сергея Мартинсона
- 1974 — Бенефис Веры Васильевой
- 1975 — Бенефис Ларисы Голубкиной
- 1976 — Волшебный фонарь
- 1978 — Бенефис Людмилы Гурченко
- 1979 — Вечер Boney M. в концертной студии Останкино
- 1980 — Бенефис Татьяны Дорониной
- 1982 — Любимые песни
- 1983 — Рецепт её молодости
- 1984 — Автограф (к/м, итал. L'autografo)
- 1984 — Волшебная белая ночь (итал. Una magica notte bianca[12])
- 1984 — Свадьба соек (груз. ჩხიკვთა ქორწილი — Чхиквта кортсили)
- 1986 — Весёлая хроника опасного путешествия (груз. არგონავტები — Аргонавтеби)
- 1986[13] — В субботу в Риге[9]
- 1987 — Остров погибших кораблей
- 1989 — Руанская дева по прозвищу Пышка
- 1993 — Бенефис Сатирикона[14]
- 1994 — Простодушный
- 1994 — Ёлка для взрослых, или бенефис Ролана Быкова[9]
- 1994 — Соло для Басилая с друзьями[9]
- 1995 — Новогодняя ночь в Шереметьево (телешоу)[15]
- 1996 — Волшебный фонарь 2 (телешоу)[9]
- 1996 — Карнавальная ночь 2 (телешоу)
- 1997 — Вальс-бостон
- 1998 — Ангел с окурком
- 2000 — Игра в любовь
- 2001 — Мамука
- 2005 — Анна
- 2006 — Бедная крошка
- 2009 — Голоса рыб

### Сценарист
- 1986 — Весёлая хроника опасного путешествия
- 1987 — Остров погибших кораблей
- 1994 — Простодушный
- 2000 — Игра в любовь
- 2006 — Бедная крошка

## Театральные работы
- 2009 — мюзикл «Мата Хари» на музыку Алексея Киселёва (Московский государственный театр эстрады)[16]
- 2009 — «Мона» (по пьесе М. Себастьяна «Безымянная звезда», Московский драматический театр под руководством Армена Джигарханяна)[17]

## Награды и номинации
- 1976 — Международный телефестиваль в Монтрё — «Серебряная роза» за фильм «Волшебный фонарь»[18]
- 1988 — Международный телефестиваль в Монтрё — «Серебряная роза» за фильм «Остров погибших кораблей»[18]
- 1988 — Международный телефестиваль в Монтрё — «Серебряная роза» за фильм «Руанская дева по прозвищу Пышка»[18]
- 1988 — приз «Золотой Орфей» за лучший музыкальный фильм («Свадьба соек»)[7]
- 2003 — ТЭФИ — приз «За личный вклад в развитие российского телевидения»[19]
- 2005 — Кинофестиваль «Литература и кино» в Гатчине — Гран-при «Гранатовый браслет» за фильм «Анна»[20]
- 2005 — Кинофестиваль «Литература и кино» в Гатчине — приз зрительских симпатий за фильм «Анна»[20]
- 2008 — Гранд-премия «КиноВатсон»[21].